# ウィリアム・パターソン (探検家)

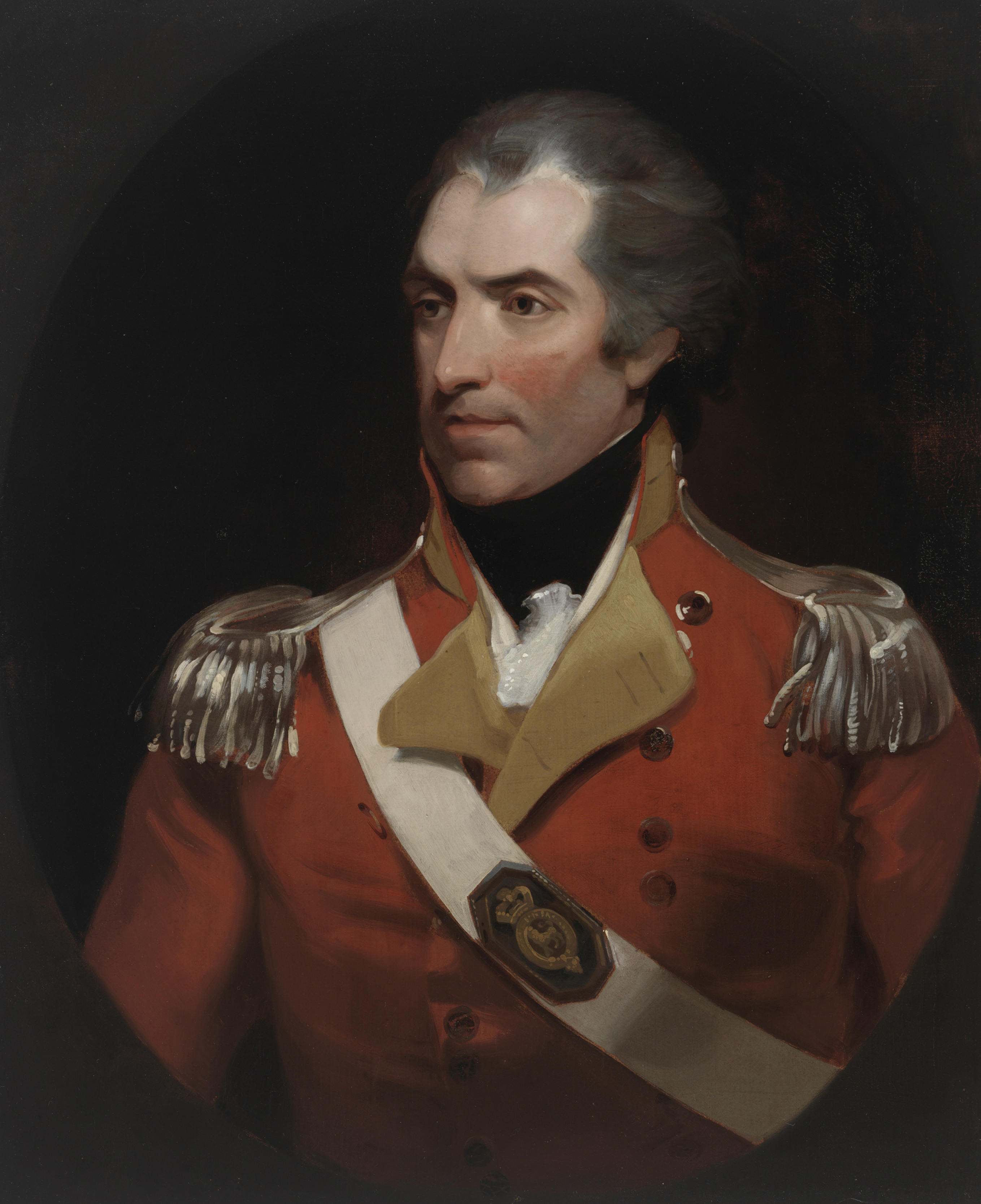
ウィリアム・パターソン

ウィリアム・パターソン（William Paterson, FRS、1755年8月17日 - 1810年6月21日）は、スコットランド出身の軍人、植民地施政官、植物学者である。オーストラリアのタスマニアの探検で知られる。

## 生涯
アンガスのモントローズの出身である。少年の頃から植物が好きで、ロンドンのSyonで園芸の訓練を受けた。裕福な植物愛好家によって、植物採集のためにケープ植民地に送られた。1777年5月から1780年までに南アフリカに留まり、その間4度、内陸部の探検を行い、1789年に『ホッテントット族, カフラリア族の国への4度の旅の物語』（"Narrative of Four Journeys into the Country of the Hottentots and Caffraria"）を出版し、ジョゼフ・バンクスに献じた。
インドの98歩兵連隊に入隊し、1787年に、78歩兵連隊に転籍した。1789年にニュー・サウスウェールズ軍団の大尉に昇進し、訓練の後に1791年にシドニーに赴任した。1793年までノーフォーク島で勤務し、そこでも植物や鉱物や昆虫の標本を集め、バンクスに送った。また種子を、育苗商に送った。1798年に王立協会の会員に選ばれた。
1801年にオーストラリア東南部のニューサウスウェールズ州のハンター地域の探検を率い、後にパターソン川と名づけられる川まで区達した。1804年には当時ポート・ダリンプル（Port Dalrymple）と呼ばれた、タスマニアの領域の探検隊を率い、タマール川を探検し、当時未踏の北エスク川まで踏み入った。
1804年から1808年の間、Van Diemen's Landの一部の副施政官（Lieutenant Governor）となり、一時公務でシドニーに戻るが、1808年までタスマニアにとどまった。この間にも多くの標本を集め、バンクスに送った。
オーストラリアの自由移民や軍とニューサウスウェールズ総督との紛争（いわゆる「ラム酒の反乱」）のなかで、1809年にニューサウスウェールズ総督ウィリアム・ブライが解職されると、ラックラン・マッコーリーが総督に就任するまで、一時総督業務を行った。1810年末、健康を害して、本国へ戻る船中で没した。